# Кубок світу з волейболу
Кубок сві́ту з волейбо́лу — міжнародний турнір із волейболу, який проводять раз на 4 роки під егідою ФІВБ.

## Історія
Турнір засновано в 1965 році з метою заповнення паузи між олімпійськими змаганнями та чемпіонатами світу.
Перші два турніри відбулись тільки між чоловічими збірними, а з 1973 року розігрується і Кубок світу серед жіночих команд. З 1977 року змагання незмінно відбуваються у Японії.
Через появу комерційних турнірів — Світової ліги та Гран-прі проведення Кубку світу поставило під сумнів подальшу його долю. Зрештою Міжнародна федерація волейболу в 1991 році пішла на зміну формату змагань — кубок розігрують за рік до Олімпійських ігор, а його призери автоматично кваліфікуються на олімпійський турнір.

## Призери змагань
| 1  | 1965 | Польща | СРСР     | Груповий раунд | Польща     | Чехословаччина       | Груповий раунд | Японія   | 11 |
| 2  | 1969 | НДР    | НДР      | Груповий раунд | Японія     | СРСР                 | Груповий раунд | Болгарія | 12 |
| 3  | 1977 | Японія | СРСР     | Груповий раунд | Японія     | Куба                 | Груповий раунд | Польща   | 12 |
| 4  | 1981 | Японія | СРСР     | Груповий раунд | Куба       | Бразилія             | Груповий раунд | Польща   | 8  |
| 5  | 1985 | Японія | США      | Груповий раунд | СРСР       | Чехословаччина       | Груповий раунд | Бразилія | 8  |
| 6  | 1989 | Японія | Куба     | Груповий раунд | Італія     | СРСР                 | Груповий раунд | США      | 8  |
| 7  | 1991 | Японія | СРСР     | Груповий раунд | Куба       | США                  | Груповий раунд | Японія   | 12 |
| 8  | 1995 | Японія | Італія   | Груповий раунд | Нідерланди | Бразилія             | Груповий раунд | США      | 12 |
| 9  | 1999 | Японія | Росія    | Груповий раунд | Куба       | Італія               | Груповий раунд | США      | 12 |
| 10 | 2003 | Японія | Бразилія | Груповий раунд | Італія     | Сербія та Чорногорія | Груповий раунд | США      | 12 |
| 11 | 2007 | Японія | Бразилія | Груповий раунд | Росія      | Болгарія             | Груповий раунд | США      | 12 |
| 12 | 2011 | Японія | Росія    | Груповий раунд | Польща     | Бразилія             | Груповий раунд | Італія   | 12 |
| 13 | 2015 | Японія | США      | Груповий раунд | Італія     | Польща               | Груповий раунд | Росія    | 12 |
| 14 | 2019 | Японія | Бразилія | Груповий раунд | Польща     | США                  | Груповий раунд | Японія   | 12 |

## Розподіл медалей за країнами
| Місце               | Країна               | Золото | Срібло | Бронза | Загалом |
| ------------------- | -------------------- | ------ | ------ | ------ | ------- |
| 1                   | СРСР                 | 4      | 1      | 2      | 7       |
| 2                   | Бразилія             | 3      | 0      | 3      | 6       |
| 3                   | Росія                | 2      | 1      | 0      | 3       |
| 4                   | США                  | 2      | 0      | 2      | 4       |
| 5                   | Італія               | 1      | 3      | 1      | 5       |
| 5                   | Куба                 | 1      | 3      | 1      | 5       |
| 7                   | НДР                  | 1      | 0      | 0      | 1       |
| 8                   | Польща               | 0      | 3      | 1      | 4       |
| 9                   | Японія               | 0      | 2      | 0      | 2       |
| 10                  | Нідерланди           | 0      | 1      | 0      | 1       |
| 11                  | Чехословаччина       | 0      | 0      | 2      | 2       |
| 12                  | Болгарія             | 0      | 0      | 1      | 1       |
| 12                  | Сербія та Чорногорія | 0      | 0      | 1      | 1       |
| Загалом (13 збірні) | Загалом (13 збірні)  | 14     | 14     | 14     | 42      |